# Premio Nobel de Literatura

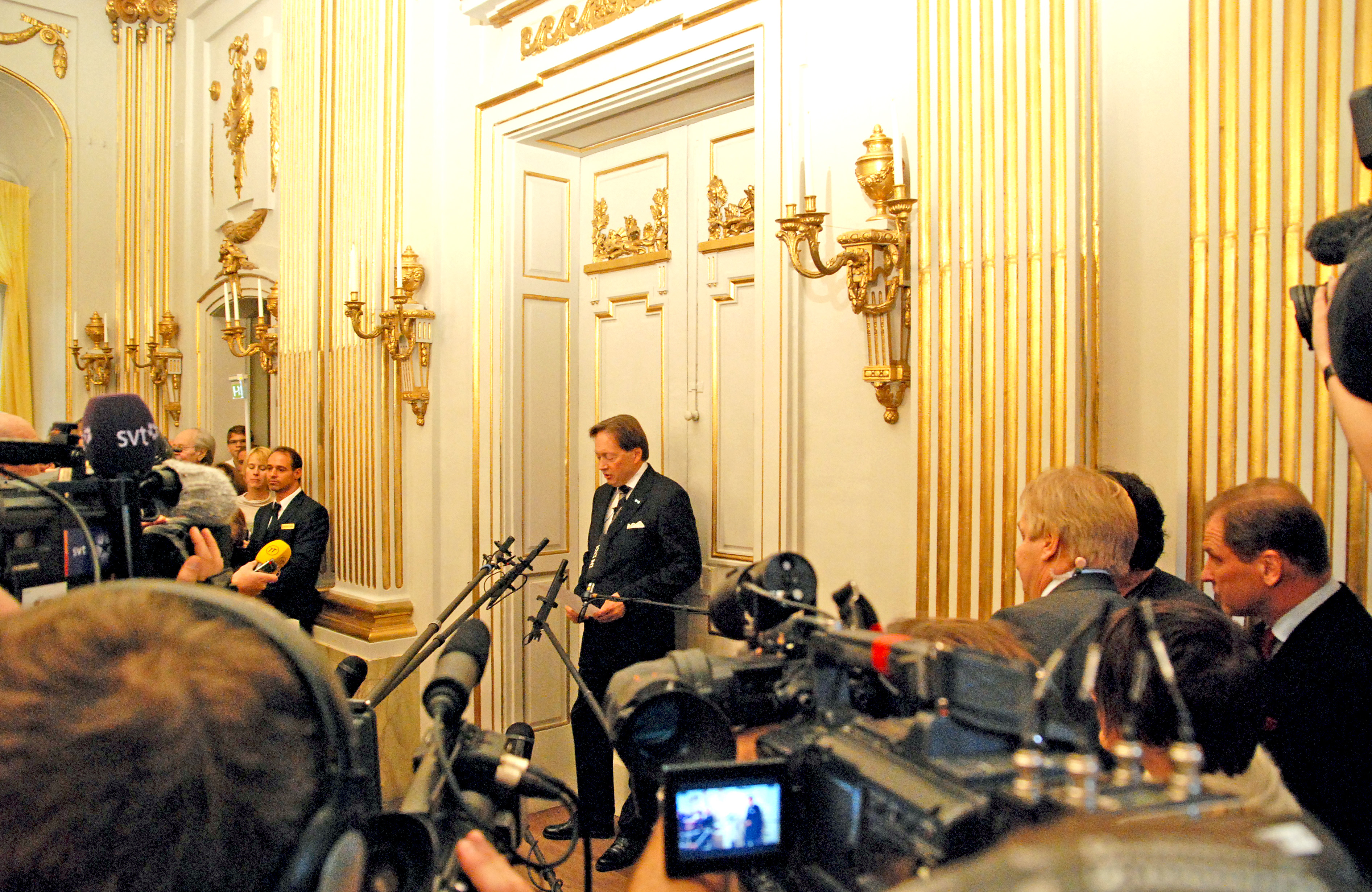
Anuncio del Premio Nobel de Literatura 2008, en la Academia Sueca de Estocolmo, por Horace Engdahl.

El Premio Nobel de Literatura es uno de los cinco señalados en el testamento del filántropo sueco Alfred Nobel, quien estipuló que se entregaran cada año «a quien hubiera producido en el campo de la literatura la obra más destacada, en la dirección ideal», seleccionados por la Academia Sueca (en sueco, Svenska Akademien), que los anuncia el primer jueves de cada octubre.

## Creación
Alfred Nobel estipuló en su última voluntad y testamento que su dinero se utilizaría para crear una serie de premios para quienes otorgaran el "mayor beneficio a la humanidad" en física, química, paz, fisiología o medicina y literatura. Aunque Nobel escribió varios testamentos durante su vida, el último fue escrito poco más de un año antes de su muerte y firmado en el Club Sueco-Noruego de París el 27 de noviembre de 1895. Nobel legó el 94 % de sus activos totales, 31 millones de coronas suecas (198 millones de dólares estadounidenses, 176 millones de euros de 2016), para establecer y otorgar los cinco premios Nobel. Pero no fue hasta el 26 de abril de 1897 que el Storting (Parlamento noruego) lo aprobó. Los ejecutores de su testamento fueron Ragnar Sohlman y Rudolf Lilljequist, quienes formaron la Fundación Nobel para administrar la fortuna de Nobel y organizar los premios.
Los miembros del Comité Noruego del Nobel que iban a otorgar el Premio de la Paz fueron designados poco después de la aprobación del testamento. Siguieron las organizaciones galardonadas: el Karolinska Institutet el 7 de junio, la Academia Sueca el 9 de junio y la Real Academia Sueca de Ciencias el 11 de junio. Después, la Fundación Nobel llegó a un acuerdo sobre las pautas de sobre cómo se debía otorgar el Premio Nobel. En 1900, los nuevos estatutos de la Fundación Nobel fueron promulgados por el rey Oscar II. Según el testamento de Nobel, el premio de literatura debería ser determinado por "la Academia de Estocolmo", que según los estatutos de la Fundación Nobel significaba la Academia Sueca.

## Procedimiento de nominación y adjudicación
Cada año, la Academia Sueca envía solicitudes de nominaciones de candidatos al Premio Nobel de Literatura. Los miembros de la Academia, los miembros de las academias de la lengua, los profesores de literatura y lengua, los ex premios Nobel de literatura y los presidentes de organizaciones de escritores pueden nominar a un candidato. No está permitido autoproclamarse.
Cada año se envían miles de solicitudes y, por ejemplo en 2011, se recibieron alrededor de 220 propuestas. Estas propuestas deben ser recibidas por la Academia antes del 1 de febrero, después de lo cual son examinadas por el Comité del Nobel. En abril, la Academia reduce el campo de elección a unos veinte candidatos. En mayo, el Comité aprobará una lista breve de cinco nombres. Los siguientes cuatro meses se dedican a leer y revisar las obras de los cinco candidatos. En octubre, los miembros de la Academia votan y el candidato que recibe más de la mitad de los votos es nombrado premio Nobel de Literatura. Nadie puede obtener el premio sin estar en la lista al menos dos veces; por lo tanto, muchos autores reaparecen y se revisan repetidamente a lo largo de los años. La academia es competente en trece idiomas, pero cuando un candidato es preseleccionado de un idioma diferente, recurren a traductores y expertos bajo juramento para que proporcionen muestras de ese escritor.
Otros elementos del proceso son similares a los de otros premios Nobel. Los jueces forman un comité de 18 miembros que son elegidos de por vida, y hasta 2018 técnicamente no se les permite dejarlo. El 2 de mayo de 2018, el rey Carlos XVI Gustavo enmendó las reglas de la academia e hizo posible que los miembros renunciaran. Las nuevas reglas también establecen que a un miembro que haya estado inactivo en el trabajo de la academia durante más de dos años se le puede pedir que renuncie.
El 19 de noviembre de 2018, se anunció que el Comité Nobel para 2019 y 2020 estaría integrado por diez miembros, cinco de los cuales eran expertos externos de fuera de la Academia. El comité estaba formado por las siguientes personas:
- Per Wästberg (miembro de la academia)
- Horace Engdahl (miembro de la academia, dejó el comité el 5 de marzo de 2019)[13]
- Kristina Lugn (miembro de la Academia, murió el 9 de mayo de 2020)
- Anders Olsson (miembro de la academia)
- Jesper Svenbro (miembro de la academia)
- Mikaela Blomqvist (crítica literaria)
- Rebecka Kärde (crítica literaria)
- Kristoffer Leandoer (escritor, renunció al comité el 2 de diciembre de 2019)[14]
- Henrik Petersen (traductor)
- Gun-Britt Sundström (escritora, dimitió del comité el 2 de diciembre de 2019)[15]

Desde el 20 de octubre de 2020, el Comité Nobel ha vuelto a estar formado solo por miembros de la Academia. Sin embargo, se forma un grupo de alrededor de diez personas con expertos de fuera de la academia para asesorar al Comité Nobel.
El premio generalmente se anuncia en octubre. A veces, sin embargo, el premio se ha anunciado el año posterior al año nominal, siendo el último caso el premio de 2018. En medio de la controversia en torno a las denuncias de agresión sexual, conflicto de intereses y renuncias, el 4 de mayo de 2018, la Academia Sueca anunció que el ganador de 2018 se anunciaría en 2019 junto con el ganador de 2019.

## Criterios de concesión

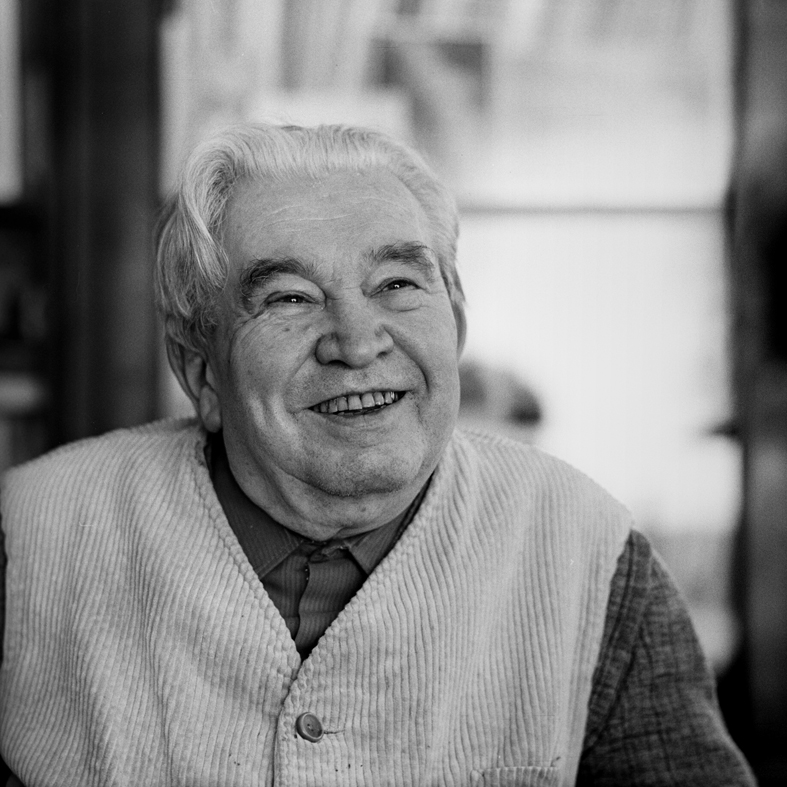
Jaroslav Seifert, poeta y periodista checo. Recibió el Premio Nobel de Literatura en 1984. Foto de Hana Hamplová

Se han concedido 113 premios Nobel de literatura entre 1901 y 2020, a 117 personas: 101 hombres y 16 mujeres. El premio se ha repartido entre dos personas en cuatro ocasiones. No fue concedido en siete ocasiones. Los galardonados han incluido escritores en 25 idiomas diferentes. El galardonado más joven fue Rudyard Kipling, que tenía 41 años cuando fue galardonado en 1907. La galardonada de mayor edad en recibir el premio fue Doris Lessing, que tenía 88 años cuando fue galardonada en 2007. Ha sido otorgado póstumamente una vez, a Erik Axel Karlfeldt en 1931. Dos escritores han declinado el premio, Boris Pasternak en 1958 ("Primero aceptado, luego el rechazo fue provocado por las autoridades de su país (Unión Soviética)", según la Fundación Nobel) y Jean-Paul Sartre en 1964.
Las pautas de Alfred Nobel para conceder el premio de que el candidato debería haber otorgado «el mayor beneficio a la humanidad» y escribir «en una dirección ideal» han provocado mucha discusión. En la historia temprana del premio Nobel, el «ideal» del Nobel se interpretó como «un idealismo elevado y sólido». El conjunto de criterios, caracterizado por su idealismo conservador, que consideraba sagrados a la iglesia, el estado y la familia, dio lugar a premios para Bjørnstjerne Bjørnson, Rudyard Kipling y Paul Heyse. Durante la Primera Guerra Mundial hubo una política de neutralidad, lo que explica en parte la cantidad de premios a los escritores escandinavos. En la década de 1920, «dirección ideal» se interpretó de manera más generosa como «humanidad de corazón amplio», y se premió a escritores como Anatole France, George Bernard Shaw y Thomas Mann. En la década de 1930, «el mayor beneficio para la humanidad» se interpretó como escritores al alcance de todos, con el premio a autores como Sinclair Lewis y Pearl S. Buck. A partir de 1946, una Academia renovada cambió de enfoque y comenzó a premiar a pioneros literarios como Hermann Hesse, André Gide, T. S. Eliot y William Faulkner. A partir de esta época, «el mayor beneficio para la humanidad» se interpretó de una manera más generosa que antes. Desde la década de 1970, la Academia a menudo ha prestado atención a escritores importantes pero desapercibidos internacionalmente, premiando a escritores como Isaac Bashevis Singer, Odysséas Elýtis, Elias Canetti y Jaroslav Seifert.
A partir de 1986 la Academia reconoció el horizonte internacional en el testamento de Nobel, que rechazó cualquier consideración por la nacionalidad de los candidatos, y premió a autores de todo el mundo como Wole Soyinka de Nigeria, Naguib Mahfuz de Egipto, Octavio Paz de México, Nadine Gordimer de Sudáfrica, Derek Walcott de Santa Lucía, Toni Morrison, la primera afroamericana de la lista, Kenzaburō Ōe de Japón, y Gao Xingjian, el primer premio en escribir en chino. En la década de 2000, V. S. Naipaul, Mario Vargas Llosa y el escritor chino Mo Yan fueron galardonados, pero la política de «un premio para todo el mundo» ha sido menos notoria, ya que la Academia ha premiado principalmente a escritores europeos y occidentales. En 2015, se otorgó un «raro» premio, debido a que la galardonada era escritora de no ficción, de nombre Svetlana Alexievich.

## Quiénes no lo recibieron
Es un premio que ha ignorado a autores que realizaron aportes significativos a las letras y reconocidos a nivel mundial. Algunos expertos, como se mencionará más adelante,[¿quién?] han señalado que grandes autores, considerados clásicos del siglo XX, no recibieron el premio. Como por ejemplo, Rubén Darío, considerado una influencia clave para la literatura hispana, siendo líder de la corriente modernista que marca un cambio en las letras castellanas y uno de los escritores y poetas más leídos del habla hispana en todos los tiempos.
Según David Remnick, director de la revista The New Yorker, escritores como Marcel Proust, o Vladimir Nabokov debieron alzarse con el galardón. Críticos literarios como Emmanuel Carballo y Sergio Nudelstejer añaden a esta lista a Franz Kafka y a Jorge Luis Borges. Adolfo Castañón incluye también a Julio Cortázar.[cita requerida] El escritor y crítico Noe Jitrik mencionó en ensayos periodísticos a Augusto Roa Bastos. Kjell Espmark, miembro de la Academia sueca, en su libro El Premio Nobel de Literatura. Cien años con la misión repasa algunas de las omisiones más graves en la concesión del Nobel como fueron por ejemplo Miguel Delibes, León Tolstói, Émile Zola, Henrik Ibsen, Paul Valéry, Benito Pérez Galdós o Rómulo Gallegos.En 1957 se esperaba que el premio fuera concedido a Isak Dinesen (seudónimo literario de Karen Blixen) y fue para Albert Camus. John R. R. Tolkien fue nominado en 1961, cuando el premio fue concedido a Ivo Andric. Mario Vargas Llosa, ganador del premio del año 2010, mencionó que Jorge Luis Borges y César Vallejo merecieron el premio.
Dos de los ganadores renunciaron al galardón: Borís Pasternak en 1958 (bajo una intensa presión del gobierno soviético) y Jean-Paul Sartre en 1964 (alegando que su aceptación implicaría perder su condición de filósofo).

## Premiados iberoamericanos
Once autores de habla hispana —cinco españoles y seis hispanoamericanos— han sido galardonados: los españoles José Echegaray (1904), Jacinto Benavente (1922), Juan Ramón Jiménez (1956), Vicente Aleixandre (1977), Camilo José Cela (1989), los chilenos Gabriela Mistral (1945) y Pablo Neruda (1971), el guatemalteco Miguel Ángel Asturias (1967), el colombiano Gabriel García Márquez (1982), el mexicano Octavio Paz (1990) y el peruano Mario Vargas Llosa (2010). En cambio, solo un autor en lengua portuguesa ha recibido el premio: el portugués José Saramago (1998).